# Knjige Svete Magije Abra-Melina Maga
Knjige Svete Magije Abra-Melina Maga ili Sveta Magija Abra-Melina Maga je magijski priručnik u kojem je Jevrej Abraham iz Vormsa, koji je, veruje se, živeo od sredine 14. veka do sredine 15. veka, zapisao Magijski sastav znanja onako kako mu ga je preneo navodni egipatski Mag Abra-Melin ili Abramelin.
Rukopis je otkrio Samuel L. Maters u pariskoj Bibliotheque de l' Arsenal i preveo ga na engleski jezik i objavio 1898. godine, posle čega je knjiga postala popularna u ezoterijskim krugovima.

## Sadržaj i Građa Knjige
Knjiga je sastavljena u formi autobiografije u kojoj Abraham iz Vormsa opisuje svoje putovanje iz Nemačke u Egipat gde se upoznao sa čarobnjakom Abra-Melinom koji mu je preneo tajnu kabale i magijsko znanje. Abraham je zapisao to znanje da bi ga preneo svom sinu Lameku.
Celokupno delo sastoji se od tri knjige od kojih je svaka podeljena na određen broj poglavlja, sa tim da u Prvoj Knjizi nedostaju naslovi tih poglavlja.
- Prva knjiga - donosi Abrahamovu autobiografiju i savete koje je uputio svom sinu Lameku.
- Druga knjiga - daje opšti i celokupni opis načina za sticanje željenih magijskih moći.
- Treća knjiga - opisuje praktične veštine kojima može da se ostvari primena tih moći.

### Prva Knjiga
Poglavlja prve knjige nemaju poseban podnaslov kao ostale dve. Ona tvori svojevrstan uvod u ostale dve koje obrađuju koncept Abra-Melinove Magije i daju praktična uputstva. Prva knjiga upućena je Abrahamovu najmlađem sinu Lameku, kojem je okultno znanje koje se nalazi u knjizi, u stvari, očeva zaostavština.
U knjizi, Abraham pripoveda o svom putovanju koje je počeo kako bi stekao tajna znanja. Piše o četverogodišnjoj poduci koju je imao pod rabinom Mojsijem, o poznanstvu sa bohemijskim Jevrejinom Samuelom i njihovom putovanju u Carigrad, gde Samuel umire. Potom opisuje put u Egipat gde se zadržao četiri godine, pa o odlasku u Svetu Zemlju i u prostranstva Arabije, a zatim o povratku u Egipat gde je upoznao vrlo učenog Maga po imenu Abra-Melin. Tu ostaje da izuči Svetu Magijsku Nauku, i, posle određenog vremena, odlazi do Carigrada, odakle putuje do Trsta i Dalmacije.
U petom i šestom poglavlju Prve Knjige opisuje raznorazne Magove i Okultiste koje je susretao na svojim putovanjima, potom daje pregled vesti o svom uspešnom praktikovanju naučene magijske veštine, iznevši na kraju niz saveta i upozorenja.

### Druga Knjiga
U Drugoj Knjizi, Abraham razlaže osnove Svete Magije, navodi pripremne radnje i sve što je potrebno da bi se napravio i izvršio uspešan obred. Posebna poglavlja posvećuje prizivanju dobrih i zlih Duhova, naglašavajući važnost Anđela Čuvara koji je posrednik između praktičara i nadprirodnog. U devetnaestom poglavlju navodi imena četiri princa Pakla, vrhovnog Lucifera, kao i pododređenog Levijatana, Satanu, Belijala, i njihove pododređene Astarota, Magota, Asmodeja, Belzebuba, Orijensa, Paimona, Aritona i Amajmona), i njihove pododređene demone.

### Treća Knjiga
U Trećoj Knjizi se daju uputstva za praktično sprovođenje magijskih veština i donose se brojni kabalistički Kvadrati Slova koji predstavljuju pentakle.

## Istorija Knjige
Danas je poznato da postoje raniji rukopisi od onog kojeg je izdao Samuel Maters 1898. godine. Ti rukopisi su, ne samo stariji, nego i detaljniji i precizniji od Matersovog koji ima dosta grešaka. Takođe, stariji rukopisi imaju u svom sastavu i dodatnu, četvrtu, knjigu koja nedostaje u Matersovom prevodu.
Najstariji pronađeni rukopis datira iz 1608. godine, dok ostali pripadaju prepisima iz 18. veka.

## Literatura
- Abraham ben Simeon, Knjiga svete magije Abra-Melina maga, preveo S. L. Mathers, Zagreb, 2000..  953-6123-512-7 неважећи .

## Spoljašnje veze
- Abra-Melin na Okultopediji[мртва веза]
- sacred-texts.com (језик: енглески)
- The Sacred Magic of Abramelin the Mage (језик: енглески)
- author (1900). The Book of the Sacred Magic of Abramelin the Mage. Forgotten Books. ISBN 978-1-60506-574-8.